# (239) Adrastea
(239) Adrastea es un asteroide perteneciente al cinturón de asteroides descubierto el 18 de agosto de 1884 por Johann Palisa desde el observatorio de Viena, Austria.
Está nombrado por Adrastea, una ninfa de Creta que amamantó a Zeus en la mitología griega.